# Ежи (Юрьянский район)
Ежи — деревня в Юрьянском районе Кировской области России. Относится к Верховинскому сельскому поселению. До первой половины XX века употреблялось также название Шишеловская (в разных вариантах написания).

## Население
Согласно переписи 2010 года, население деревни составило 7 человек (4 мужчин и 3 женщины).
При этом еще в 2002 году население составляло 29 человек (доля русских — 93 %).

## История
Известна с 1764 года (под именем Шишеловской). В это время население деревни состояло из государственных черносошных крестьян и насчитывало 20 душ мужского и 17 женского пола.
Более десятка жителей деревни Ежи (из них не менее восьми по фамилии Попов) пропали без вести, погибли или умерли от ран во время Великой Отечественной войны.